# Dva v tom
Dva v tom (v anglickém originále Nine Months) je americká filmová komedie z roku 1995. Režisérem filmu je Chris Columbus. Hlavní role ve filmu ztvárnili Hugh Grant, Julianne Moore, Robin Williams, Mia Cottet a Tom Arnold.

## Obsazení
| Hugh Grant     | Samuel Faulkner         |
| Julianne Moore | Rebecca Taylor-Faulkner |
| Robin Williams | dr. Kosevich            |
| Mia Cottet     | Lili                    |
| Tom Arnold     | Marty Dwyer             |
| Joan Cusack    | Gail Dwyer              |
| Jeff Goldblum  | Sean Fletcher           |
| Alexa Vega     | Molly Dwyer             |